# Jean Willerval

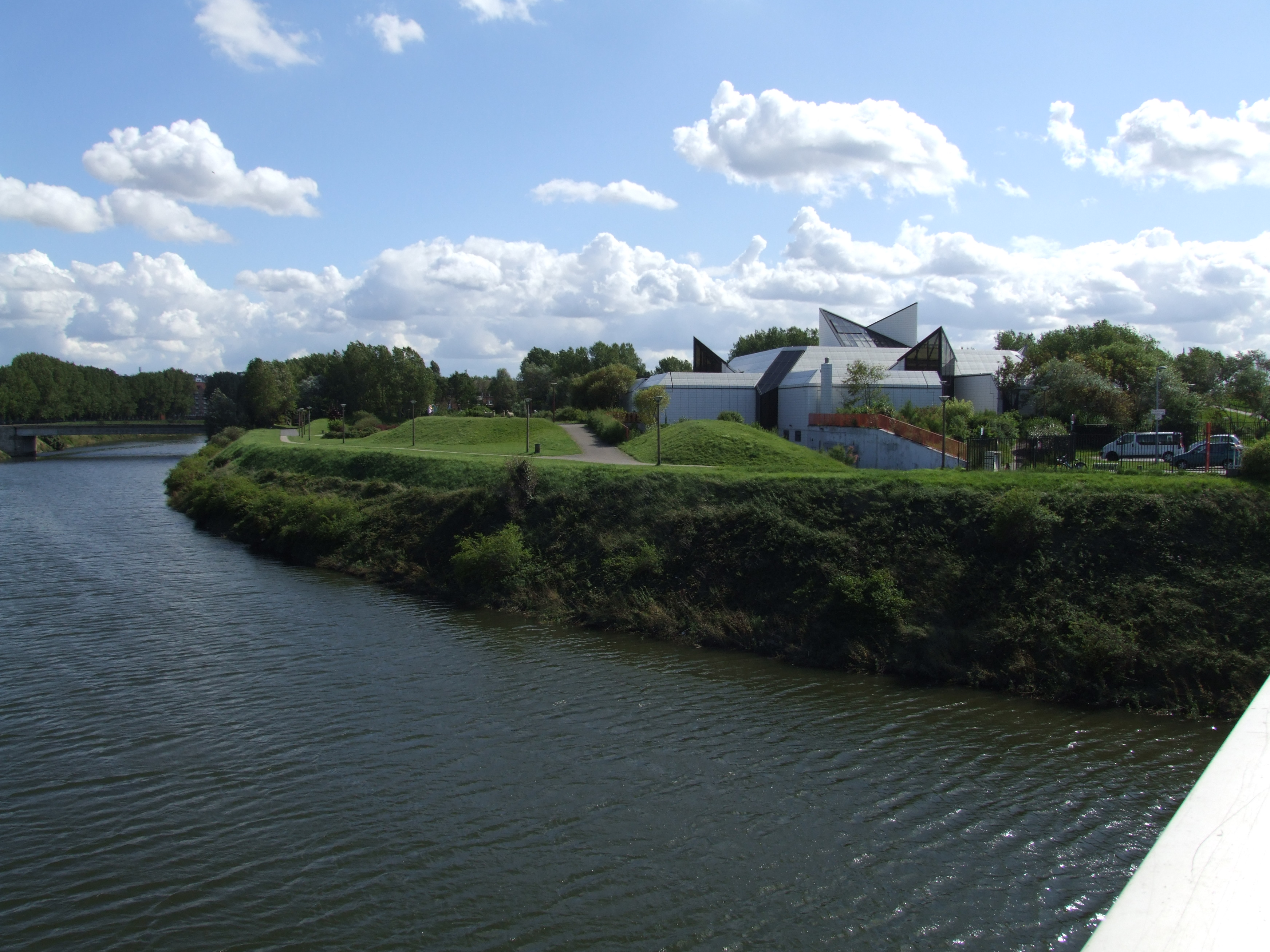
Lieu d'art et action contemporaine de Dunkerque (LAAC) vu à travers le canal exutoire.

Jean Willerval, né le 28 septembre 1924 à Tourcoing et mort le 12 avril 1996 à Sceaux, est un architecte français, professeur à l'École nationale supérieure des beaux-arts à Paris, membre de l'Académie d'architecture et détenteur du grand prix national de l'architecture en 1975. 

## Biographie
Élève de l’École régionale des beaux-arts de Lille, son transfert d'inscription à Paris l’École nationale des beaux-arts est autorisé le 14 décembre 1946. Il est élève de l’atelier de Georges Gromort et Louis Arretche et obtient son diplôme en 1951. Il suit également des études d’urbanisme à l’Institut d’urbanisme de Paris en 1950 et 1951. Il est inscrit au tableau de l’Ordre des architectes pour les architectes de Paris et de Douai à partir de 1952.
Associé à Pierre Rignols et André Lagarde à Lille, il réalise de nombreux ouvrages dans la région lilloise et plus largement dans le Nord-Pas-de-Calais. Son activité, en tant qu'architecte ou urbaniste, s'étend ensuite au territoire national et à l'international. Willerval a, entre autres, travaillé sur le projet de reconstruction du centre-ville de Beyrouth à la fin de la guerre civile libanaise, sur quatre centrales nucléaires, sur les Halles de Paris et quatre tours du quartier de La Défense.
Au début de sa carrière, il participe à l’activité de l’Atelier d’art et d’architecture qui œuvre pour les chantiers du diocèse de Lille et réalise, dans ce cadre, plusieurs édifices religieux. Il devient architecte-conseil du ministère de l’équipement à partir de 1964 et architecte-conseil pour le plan de Paris à partir de 1975. Il est membre de la Commission d’architecture et d’urbanisme de la ville de Paris à partir de 1976.
Dès ses débuts, à partir de 1959, il participe à de nombreux concours pour des projets publics. Il remporte notamment le 1er prix du concours d’écoles préfabriquées (1960), le 1er prix du concours de la place de l’hôtel de ville de Lille (1962), le 1er prix du concours pour le centre national de recherche agronomique de Theix (1962), le 1er prix du concours pour le centre tertiaire Lille-Roubaix-Tourcoing (1970), le 1er prix du concours pour l’hôtel du département du Doubs (1972), le 1er prix du concours pour le centre commercial de la ville nouvelle de Lille-Est (1973), et le 1er prix du concours national de la maison familiale (1974). Dans l'avant-dernier concours pour le projet Tête Défense en 1980, il se place en première position mais sa proposition d'immeubles de cristal n'est finalement pas retenue, un nouveau concours étant ouvert après l'investiture de François Mitterrand comme nouveau président de la République. Il participe également au concours pour la basilique d’Alger.
À partir de 1958, il est également professeur à l'École nationale supérieure des beaux-arts et, à partir de 1964, à l’École supérieure d'architecture Saint-Luc à Tournai en Belgique.
En 1972, il obtient la médaille d'argent de l’Académie d'architecture et, en 1975, le premier grand prix national de l'architecture. Il est membre de l’Académie d’architecture et est nommé chevalier de l'ordre des Arts et des Lettres en 1976.
Il est père de 3 enfants, Carine, Isabelle et Bruno lui même architecte au sein de Agence d'architecture Willerval et associés.

## Principales réalisations

### Architecture
- Palais de Justice de Lille, (1961-1968); (Yves Millecamps, décorateur)
- Église Saint-Jean Bosco, Mons-en-Barœul, 1964
- Église Notre-Dame-de-la-Paix à Tourcoing (1964)
- Église Saint-Pierre à Wattrelos (1964)
- Résidence du Beffroi à Lille, 1965
- Église Saint-Thomas de Tourcoing (1969)
- Caserne des sapeurs pompiers, boulevard Masséna à Paris, 1971
- Les ateliers Pinton à Felletin en 1973[3].
- Siège de Pernod SA à Créteil, 1974[4],[5]
- Centre commercial V2 à Villeneuve-d'Ascq, 1977
- Tour Communauté Urbaine de Bordeaux à Bordeaux, 1977
- Tour Mercure de Tourcoing[6], 1978
- Musée d'art contemporain de Dunkerque[7], 1982.
- Parapluies du forum des Halles à Paris, partie aérienne dont le concours fut à l’origine remporté par Ricardo Bofill mais rejeté par le maire de Paris (Jacques Chirac), 1983. Elles ont depuis été détruites dans le cadre d'une réhabilitation architecturale du quartier.
- Tour AGF - Athéna, 1984
- Tour Michelet, 1985
- Tour Descartes à Courbevoie, 1988
- Immeuble de la rue des Cinq martyrs du Lycée Buffon, Paris 14e (1991)[8]
- Tour Kvaerner, 1996

### Urbanisme
- Plan directeur de Douai (1960)
- ZUP de la Bourgogne à Tourcoing (1962-1974)
- ZUP de Beaulieu à Wattrelos (1962-1974)
- Rénovation du quartier Mériadek à Bordeaux (1966-1980)
- ZAC de Dechy-Sin-le-Noble
- Quartier du Triolo à Villeneuve-d’Ascq (1973)
- Rénovation du quartier du théâtre à Valenciennes (1973)
- Rénovation de Wasquehal (1974)
- Rénovation du front de mer de Leffrinckoucke (1975)
- Aménagement d'un quartier du nouveau Créteil (1975)
- Aménagement d’un quartier de Fort-de-France en Martinique (1976)

### Galerie

Tour Descartes
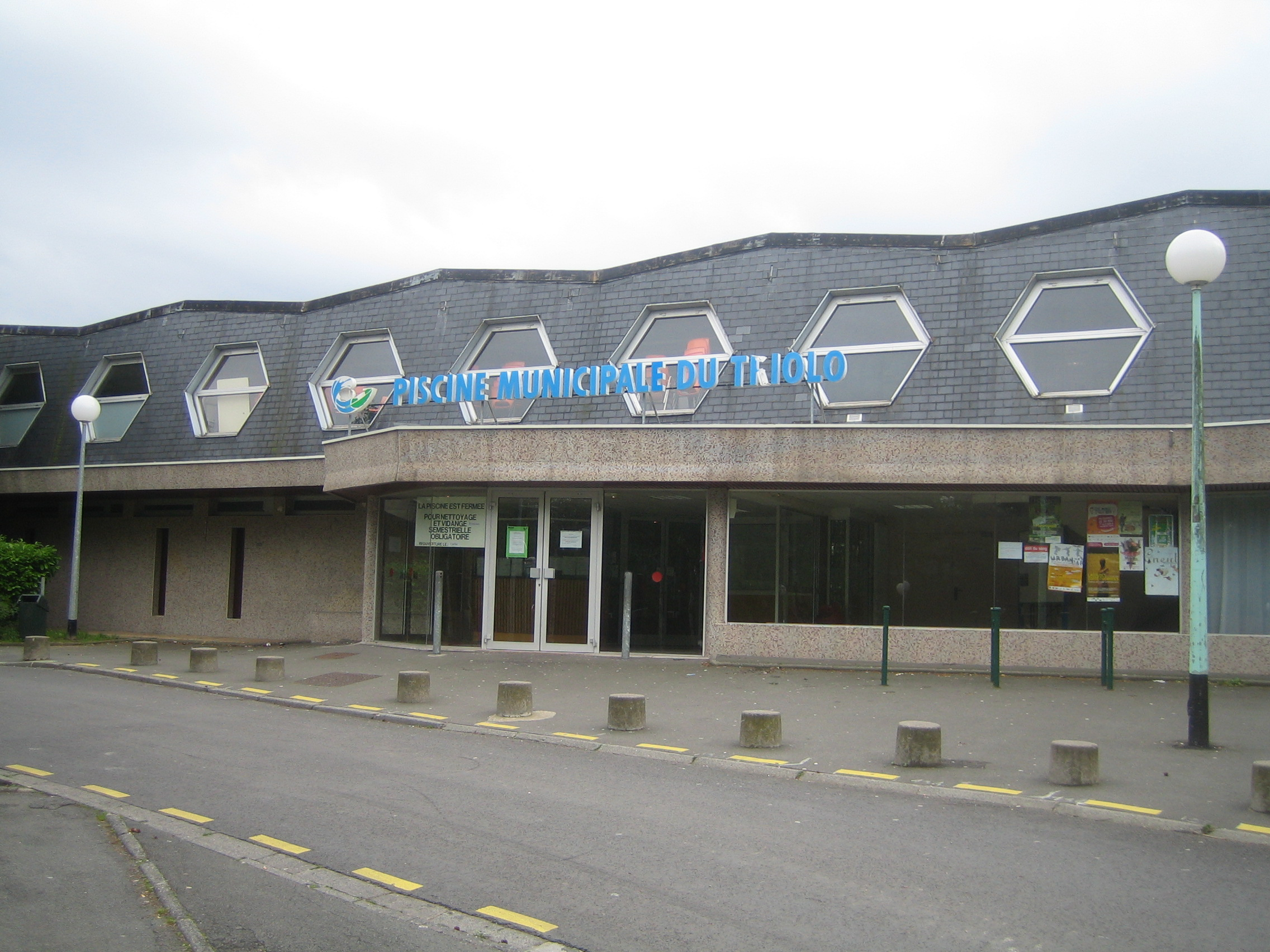
Piscine du Triolo (Villeneuve d'Ascq)